# Salagua (Colima)

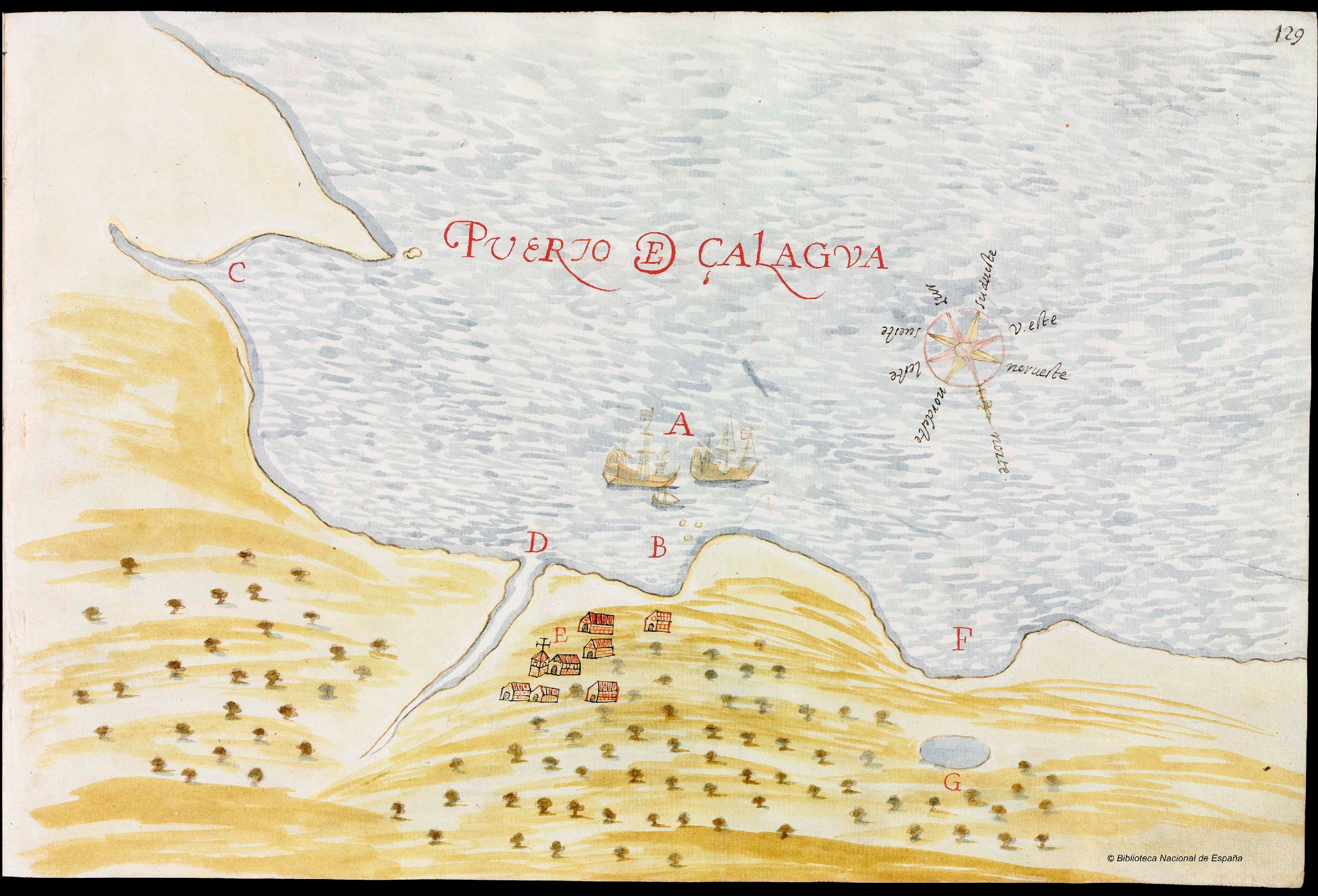
El puerto de Çalagua (actual Salagua) en un mapa español de 1632.

Salahua es una delegación de Manzanillo, Colima, México. En el año 1522:  el Capitán Gonzalo de Sandoval, llega al antiguo puerto de Salahua o playa del tesoro, donde recorre y explora las costas llamadas, Mar del Sur.
Salagua o Tzalahua es una población del Municipio de Manzanillo, esta se encuentra en el centro de la bahía de manzanillo, las localidades que la rodean son Santiago y el valle de las Garzas. En este lugar se realizan competencias pesqueras del pez vela que representan al municipio de Manzanillo, actualmente es considerada la capital mundial del pez vela. 
Es la bahía sureña de las dos que componen la gran bahía de Manzanillo, sus playas, de sur a norte reciben los nombres de Playa Las Brisas, Playa Azul y Playa Salahua. 
La bahía de Manzanillo está cerrada al norte por la Península de la Audiencia, es una pequeña península que ganó fama internacional al construirse en ella el complejo turístico de "Las Hadas", su arquitectura, una especie de fantasía mediterránea, sigue influyendo en los constructores de desarrollos turísticos.